# タンボリン
タンボリン（Tamborim）は、タンボリムとも呼ばれる、ブラジルのフレームドラムのひとつである。主にサンバやボサノヴァなどのブラジル音楽で使用される。タンバリンと名前が似ているが、まったく異なる。なおブラジルでは、タンバリン状の楽器はパンデイロというが、他にもブラジル北東部音楽などで演奏されるタンボール（Tambor）という打楽器もある。
当初、タンボリンはサンバの基本的な楽器ではなかったが、1920年代にビヂ（Bide）という人物がサンバで演奏するようになったことから、サンバの楽器として定着した。

## 形状・奏法
6インチ(直径15〜16cm)ほどの円形の小型の片面太鼓で、片手でタンボリンを持ち、もう一方の手でバケッタ（Baqueta）と呼ばれるスティックで演奏する。枠の材質は木胴、スチール、アルミなどがある。かつては六角形の木胴枠や8インチほどの大きさのものなどもあった。表面に張られるヘッド（打面）には、豚や山羊の革ヘッド、あるいはナイロン製のプラスティック・ヘッドがある。
タンボリン専用の撥「バケッタ」は20cm前後の木製で、これが標準とされる。ホーダ・ジ・サンバあるいはパゴーヂなどの少人数編成のサンバ演奏では、このタンボリン専用バケッタが使われる。あるいはドラムスティックが代用される場合もある。この場合は、テレコ・テコ（Teleco-Teco）という独特なシンコペーションのリズムを基本演奏とする。このテレコ・テコは当初はマッチ箱を楽器として叩く音を擬音化したものであるが、それがタンボリンに応用されて基本的なリズムとなり、更にボサノヴァにおけるギター奏法にも応用された。
またリオのカーニバルに代表される大人数編成のサンバ演奏においては音量が必要とされるために、ナイロン製や、しなりのあるジュラコン樹脂などの各種プラスティック製で、30cm前後で3～4本に枝分かれ状になったバケッタが使われるようになった。この場合は、テレコ・テコに加え、タンボリンを半回転させて16分音符の4連符を演奏するカヘテイロ（Carreteiro）あるいはヴィラード（Virado）、3連符を連打するスビーダ（Subida）という奏法があり、大人数編成のサンバでは、このテレコ・テコ、カヘテイロ、スビーダの3つの基本リズムを中心として、他に様々なリズムを組み合わせて演奏する。

## 主要メーカー
- ARTCELSIOR(アルチセルシオール) - リオ・デ・ジャネイロのサンバ楽器専門メーカー
- CONTEMPORANEA(コンテンポラネア) - サンパウロの楽器メーカー、サンバ楽器を多く手がける
- RMV(アールエムブイ) - サンパウロの楽器メーカー
- IZZO(イッソ) - ブラジル
- REMO(レモ)
- パール楽器製造株式会社
- 星野楽器